# Eddie Jefferson

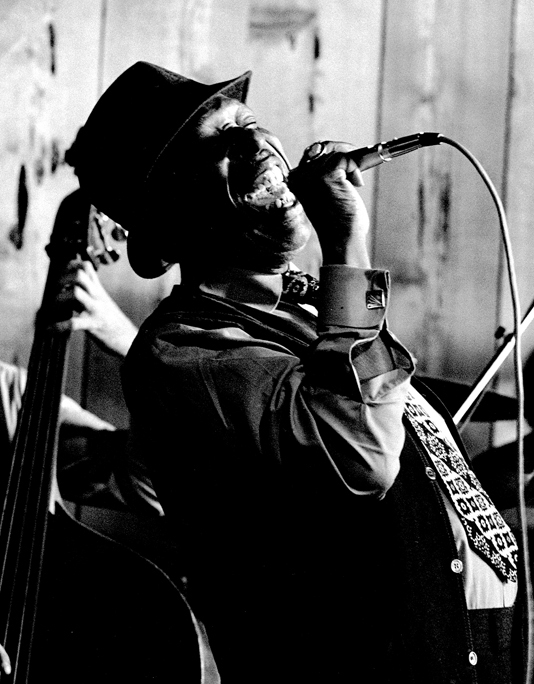
Eddie Jefferson

Edward „Eddie“ Jefferson (* 3. August 1918 in Pittsburgh; † 9. Mai 1979  in Detroit) war ein US-amerikanischer Jazz-Sänger, der als Begründer des Vocalese-Stils gilt, sowie ein Liedtexter.

## Werdegang
Jefferson lernte Gitarre, Tuba und Schlagzeug, begann schon mit acht Jahren zusammen mit seinem Bruder Stepptanz und spielte zunächst in der Band seines Vaters und mit Gesangsgruppen z. B. auf der Weltausstellung in Chicago 1933. Er begann als Stepptänzer, der 1939 mit Auftritten in der Band von Coleman Hawkins bekannt wurde, in denen er Hits der Solisten des  Count-Basie-Orchesters (wie Lester Young, Herschel Evans) tanzte. 1946 setzte er seine Karriere als Tänzer fort und tanzte z. B. 1950 im Duo Billie and Eddie bei Auftritten von Sarah Vaughan. Ende der 1940er Jahre machte er auch durch seinen Gesang auf sich aufmerksam. Auf Platte erschien seine Vocalese-Kunst (in der das Spiel von Jazzinstrumenten stimmlich nachgeahmt wird) zuerst 1951 (Body and Soul nach der Version von Coleman Hawkins, bei Spotlite erschienen aber auch Live-Aufnahmen von 1949). Mit seinem Text zu In the Mood for Love landete King Pleasure 1952 einen Hit. Der Bassist King Pleasure hörte ihn in Cincinnati und imitierte ihn in New York, gab aber bereitwillig zu, dass Jefferson seine Quelle war, was auch Jefferson dann zu Plattenaufnahmen verhalf (wie sich dieser später dankbar erinnerte).
Nach Jeffersons eigenen Worten waren weitere Erfolge von Jefferson Parker’s Mood (ebenfalls ein Hit für King Pleasure) und Filthy McNasty. 1953 bis 1957 und 1968 bis 1973 war er Sänger und Manager von James Moody. Ende der 1960er Jahre wurde er wiederentdeckt und trat z. B. 1969 auf dem Newport Jazz Festival auf, brachte in den 1970er Jahren neue Platten heraus, wie 1974 Things Are Getting Better auf Muse Records. Während in der Anfangszeit seine Stimme schnell dünn und überdehnt wirkte, gewann sie nach Einschätzung von Will Friedwald in späteren Jahren an Format. 1976 trat er mit Jon Hendricks und Annie Ross und 1979 mit Sarah Vaughan und Betty Carter auf. Von Jefferson stammen Songtexte und Interpretationen zu zahlreichen Jazzstandards von Honeysuckle Rose, So What bis Bitches Brew. Den Text von Pennies from Heaven arbeitete er um zu einer Parodie, in der ein nach Jahren heimkehrender Soldat sich über den unverhofften Nachwuchs wundert (Benny’s from Heaven).
Seine letzten Aufnahmen machte er bei einem Auftritt in Joe Segal’s Jazz Showcase in Chicago mit dem Altsaxophonisten Richie Cole. Zwei Tage nach diesem Auftritt wurde er nach dem Eröffnungsauftritt im traditionsreichen Detroiter Jazz-Club Bakers Keyboard Lounge beim Verlassen des Clubs um halb zwei Uhr morgens aus einem Wagen heraus erschossen. Der Fahrer wurde später als Tänzer identifiziert, den Jefferson einst aus seiner Show feuerte. Die Beweise reichten aber nicht für eine Verurteilung. Kurz vor seinem Tod beauftragten ihn Manhattan Transfer mit einem Text zu Birdland.

## Diskographische Hinweise
- Letter from Home (Riverside/OJC, 1961)
- Body and Soul (Prestige/OJC 1968)
- Come Along with Me (Prestige/OJC, 1969)
- Godfather of Vocalese (Muse, 1976)
- Still on the Planet (Muse, 1976)
- The Live-Liest (Muse, 1979)